# 지룽항

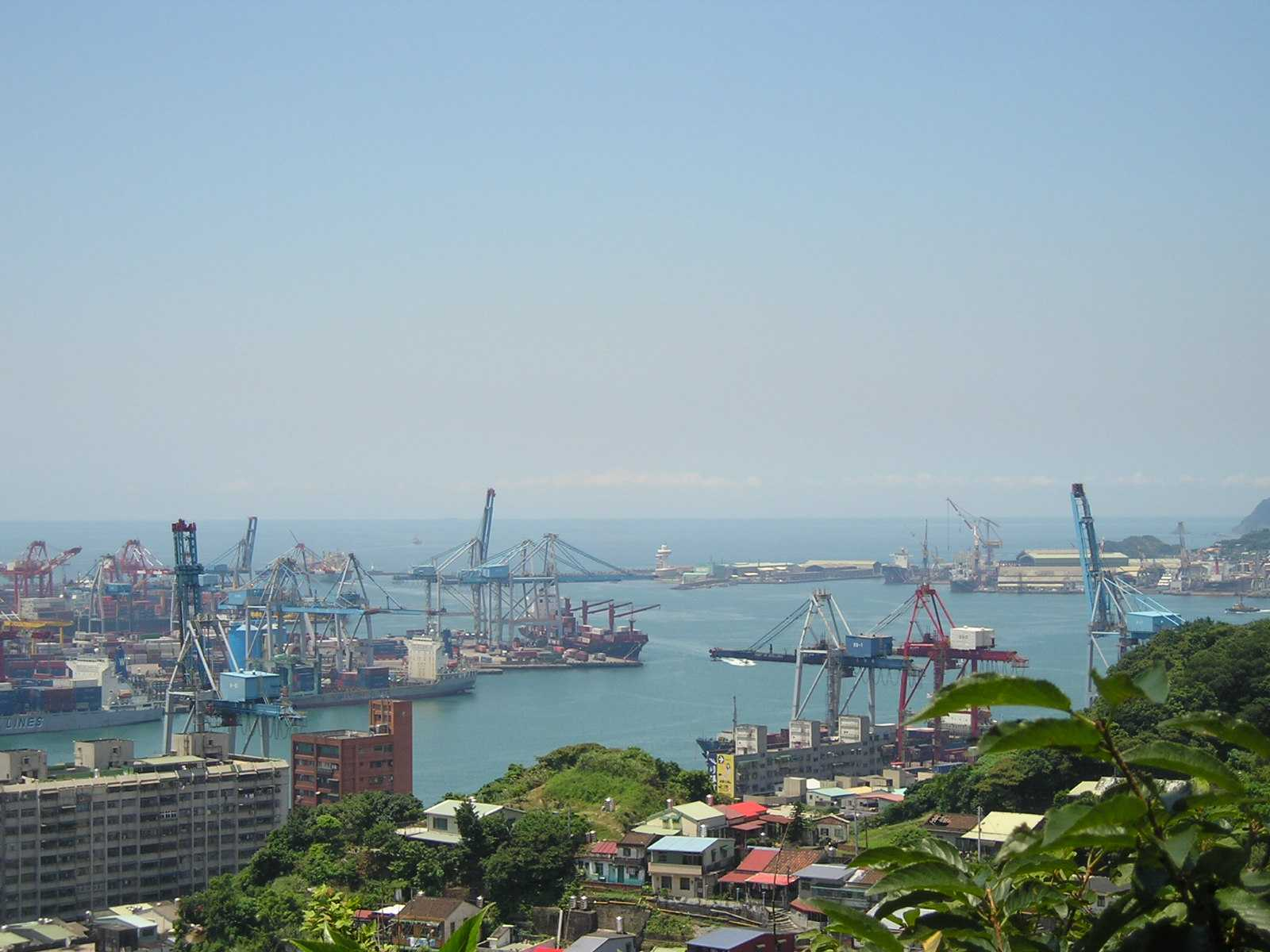
지룽 항

지룽항(基隆港)은 대만 북부 지룽시에 있는 항구이다. 대만 2위, 세계 39위(2004년 기준)의 화물 취급량을 자랑한다.

## 연혁
17세기 스페인인이 타이완 일부를 점령했을 때 지룽 항의 조사를 해서 부분적으로 항구를 건설했다. 청나라 후기에 서양 열강의 아시아 진출과 함께 지룽항도 발전했다. 1886년에 무역항으로서 정식으로 개방됐다. 타이완을 식민 통치했던 일본 제국은 지룽 항을 대규모로 개발했고, 1941년 태평양 전쟁 개시와 함께 물자 수송, 해군 기지로 이용했다. 현재는 중화민국의 관할 하에 있다.

## 같이 보기
- 지룽시
- 대만의 교통